# Quận San Bernardino, California
Quận San Bernardino là một quận trong tiểu bang California, Hoa Kỳ. Quận lỵ đóng tại thành phố San Bernardino2. Theo Cục điều tra dân số Hoa Kỳ, dân số năm 2000 của quận này là 1.709.434 người 2.